# Conselho de Arquitetura e Urbanismo do Brasil
O Conselho de Arquitetura e Urbanismo do Brasil (CAU/BR) e os Conselhos de Arquitetura e Urbanismo das Unidades da Federação (CAU/UF) foram criados pela Lei 12.378, de 31 de dezembro de 2010, que regula o exercício da profissão no país, e fundados em 15 de dezembro de 2011. Eles têm a missão de “orientar, disciplinar e fiscalizar o exercício da profissão de arquitetura e urbanismo, zelar pela fiel observância dos princípios de ética e disciplina da classe em todo o território nacional, bem como pugnar pelo aperfeiçoamento do exercício da Arquitetura e Urbanismo”. 
São autarquias federais com autonomia administrativa e financeira e estrutura federativa e têm objetivo principal de regular o exercício da profissão de arquiteto e urbanista no Brasil. Faz isso principalmente por meio da edição de normas, como o Código de Ética para Arquitetos e Urbanistas; emissão de registros profissionais, registros de responsabilidade técnica, certidões e outros; fiscalização das atividades de Arquitetura e Urbanismo; e ações de promoção da Arquitetura e Urbanismo.

## Estrutura
Nessa estrutura federativa, o CAU/BR é a instância normativa e recursal. Ou seja, aprova as normas que regulam a profissão, como as atividades que só podem ser realizadas por arquitetos e urbanistas, o Código de Ética e as Tabelas de Honorários; e julga recursos de processos realizados pelos CAU/UF. É composto por 28 conselheiros federais: um representante de cada unidade da federação brasileira e mais um conselheiro representante das instituições de ensino superior de Arquitetura e Urbanismo do Brasil. O presidente é um conselheiro federal eleito por seus pares para um mandato de três anos. O presidente fundador foi o arquiteto e urbanista Haroldo Pinheiro Villar de Queiroz, conselheiro federal eleito pelo Distrito Federal. Atualmente, ocupa o cargo a conselheira federal por Santa Catarina, Patrícia Sarquis Herden.
Os CAU/UF são as instâncias executivas do CAU, às quais cabem as ações de atendimento e orientação direta aos arquitetos, assim como as de fiscalização sobre a prática profissional da Arquitetura e Urbanismo. Por lei, cada unidade da federação possui um conselho próprio, de modo que todos os arquitetos e urbanistas brasileiros tenham garantido atendimento de qualidade em todo o território nacional. O número de conselheiros estaduais ou distritais é definido pelo número de arquitetos e urbanistas atuantes naquela unidade da federação, de acordo com o seguinte critérioː
- até 499 profissionais inscritos: 5 conselheiros;
- 500 a 1 000 profissionais inscritos: 7 conselheiros;
- de 1 001 a 3 000 profissionais inscritos: 9 conselheiros;
- acima de 3 000 profissionais inscritos: 9 conselheiros mais 1 para cada 1 000 inscritos ou fração, descontados os 3 000 iniciais.

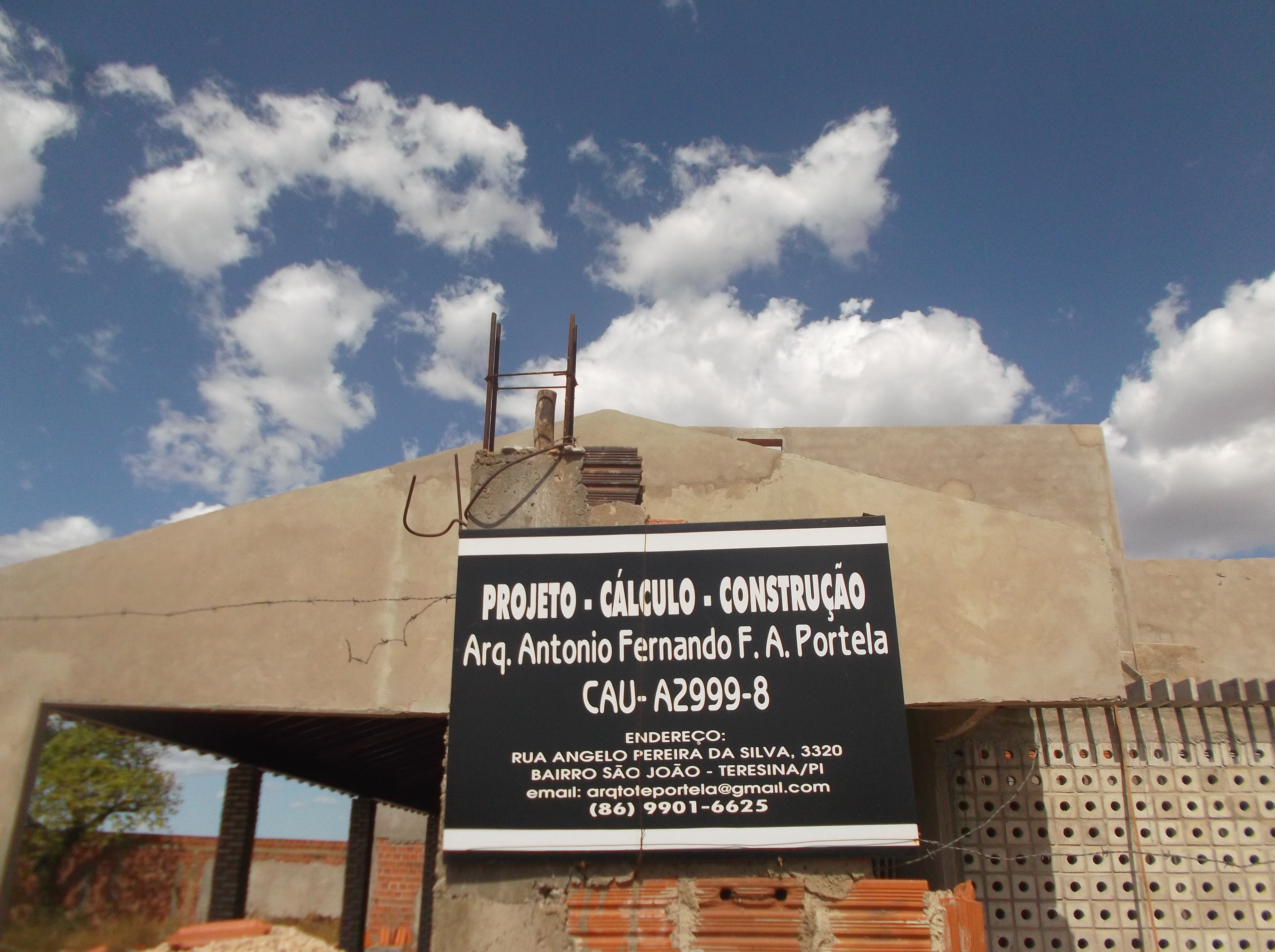
Obra com placa de arquiteto com a identificação do CAU.

As eleições para conselheiros do CAU/BR e dos CAU/UF acontecem a cada três anos. Todos os arquitetos e urbanistas podem se candidatar ao cargo, que não é remunerado. Por exigência da Lei 12.378/2010 o voto é obrigatório para todos os profissionais com menos de 70 anos registrados no CAU. 
O Conselho possui uma forte atuação institucional e parlamentar, mantendo diálogo permanente com autoridades dos poderes Executivo e Legislativo, em defesa da Arquitetura e do Urbanismo e da qualificação das cidades brasileiras. Essa atuação pode ser observada nos debates públicos sobre Lei de Licitações, planos diretores das cidades, leis de zoneamento e programas habitacionais,
O Colegiado Permanente das Entidades Nacionais de Arquitetos e Urbanistas (CEAU) promove debates entre o CAU/BR e as demais organizações da área: Associação Brasileira de Arquitetos Paisagistas (ABAP); Associação Brasileira de Ensino de Arquitetura e Urbanismo (ABEA); Associação Brasileira dos Escritórios de Arquitetura (AsBEA); Federação Nacional de Arquitetos e Urbanistas (FNA); e Instituto de Arquitetos do Brasil – Direção Nacional (IAB). A  Federação Nacional de Estudantes de Arquitetura e Urbanismo (FeNEA) integra o CEAU como membro convidado, com direito a voz e sem direito a voto.

## Histórico

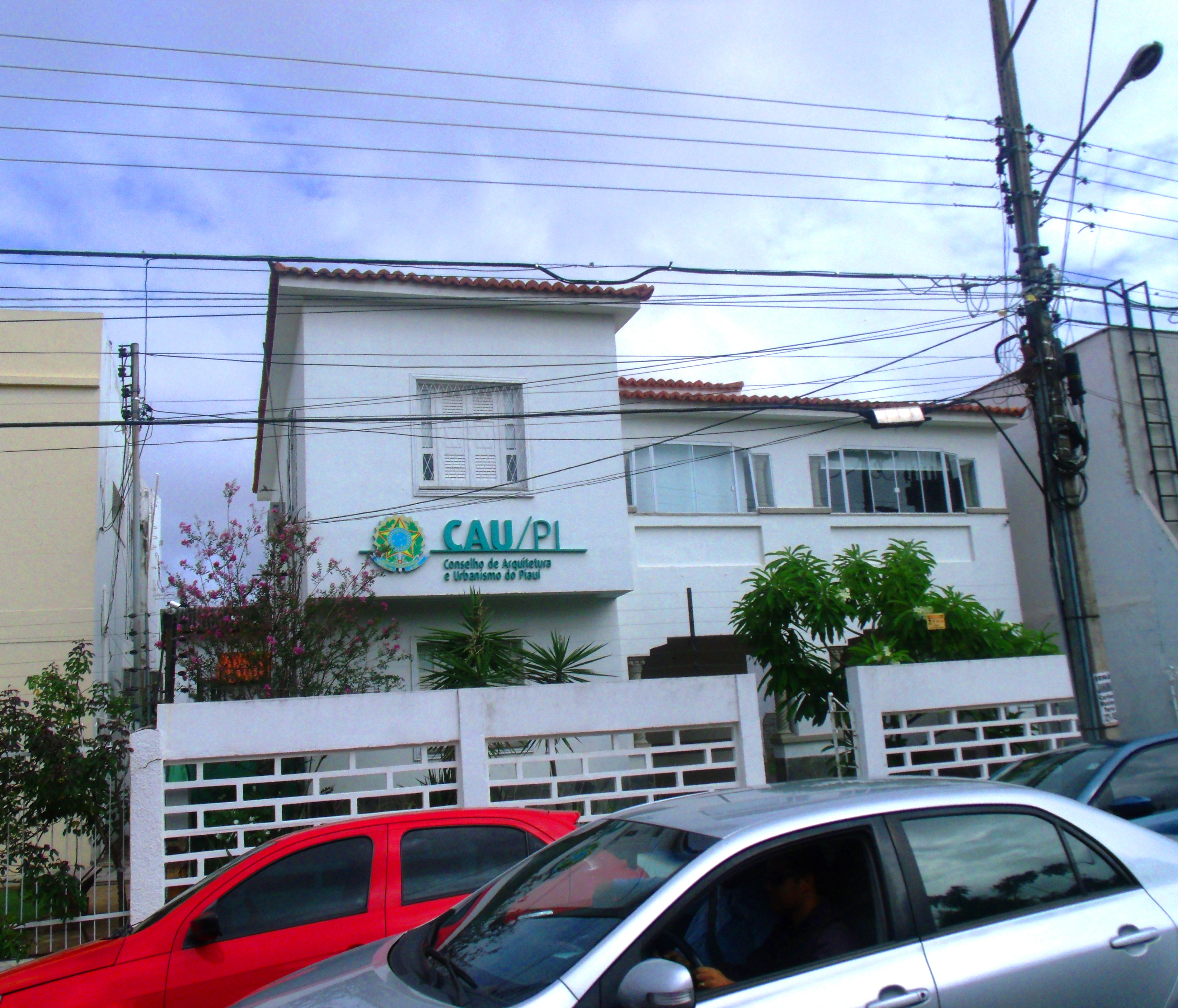
Palacetinho da sede do CAU em Teresina.

O CAU veio atender a uma demanda antiga dos arquitetos e urbanistas brasileiros, de ter um conselho profissional próprio, onde eles mesmos pudessem definir os rumos de sua profissão. Até 2010, os arquitetos e urbanistas foram filiados ao CONFEA/CREA, junto com engenheiros e agrônomos.
A primeira organização de classe foi o Instituto dos Arquitetos do Brasil (IAB), criado em 1921 no Rio de Janeiro, já com a visão de debater os rumos da profissão e a crescente urbanização brasileira. Em 1933, o então presidente Getúlio Vargas criou por decreto o Conselho de Engenharia e Arquitetura, que abarca também os agrimensores, para regular essas profissões (Decreto Federal nº 23.569).
Com pouco espaço na entidade, ao decorrer do tempo os arquitetos e urbanistas começaram a sonhar com um Conselho uniprofissional que garantisse um maior reconhecimento e valorização da classe. Em 1958, o IAB encaminhou ao presidente da República Juscelino Kubistchek um projeto de lei que desmembrava o então Conselho de Engenharia e Arquitetura. O PL, contudo, foi retirado a pedido do próprio IAB, atendendo à solicitação de representantes dos engenheiros, para que a questão fosse melhor discutida num congresso específico das duas classes, que nunca acabou sendo realizado. Em 1966, o presidente militar Castello Branco sanciona a Lei n° 5.194, criando o Conselho Federal de Engenharia, Arquitetura e Agronomia (Confea) e os CREA regionais.

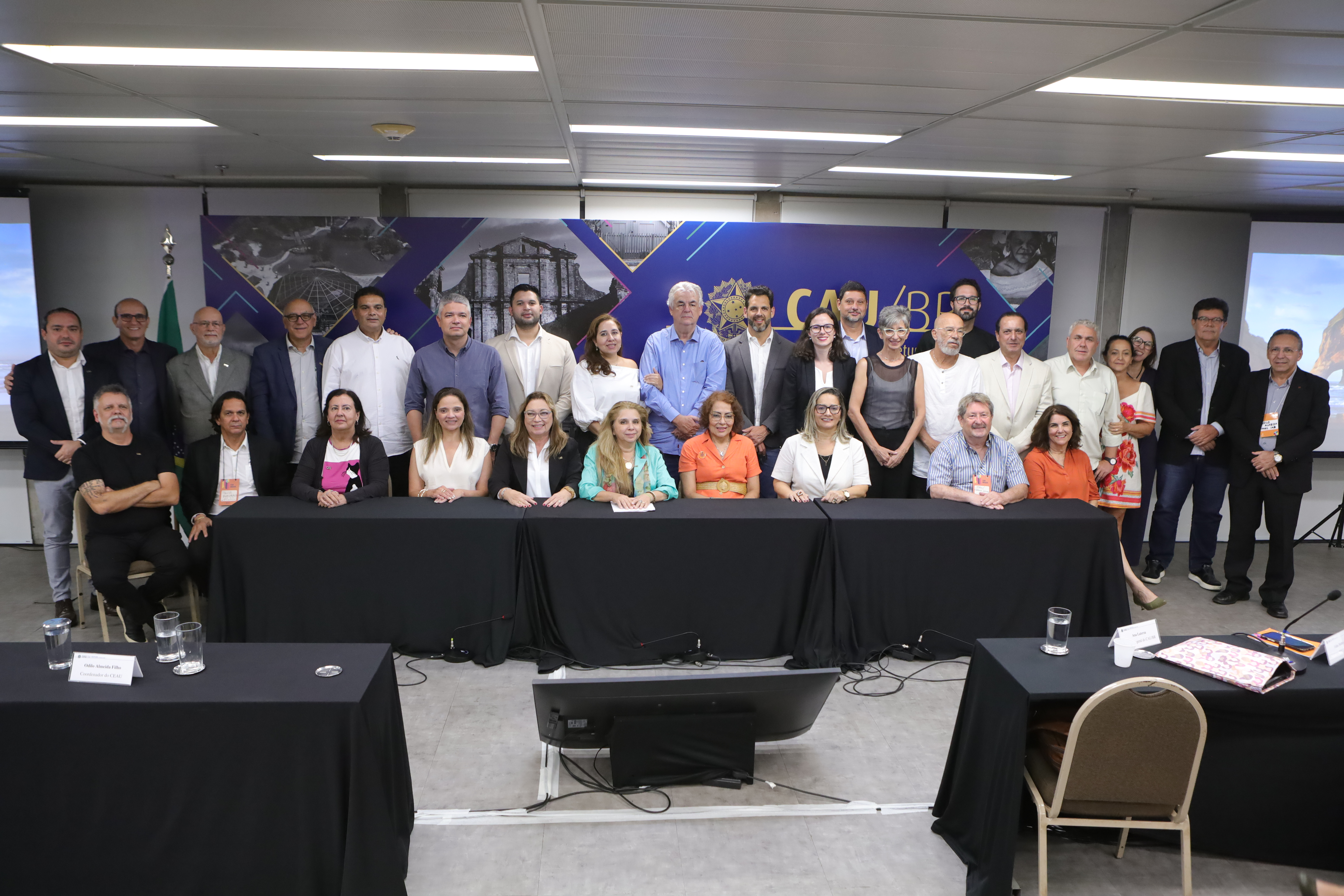
Conselheiros da gestão 2024-2026 do CAU/BR

Em dezembro de 1997, reunidos na Assembléia do Estado de São Paulo do IAB, os arquitetos manifestaram-se mais uma vez no sentido da criação de um conselho próprio. No mesmo sentido, a Associação Brasileira dos Escritórios de Arquitetura (AsBEA), reunida em sua Assembleia Anual de 1998, emitiu a Carta de Ilhéus. As cinco entidades nacionais dos Arquitetos, em reunião no IAB, em julho de 1998, resolvem então constituírem-se em Colégio Brasileiro de Arquitetos (CBA). A FeNEA (Federação Nacional dos Estudantes de Arquitetura e Urbanismo) também integrou o grupo, como ouvinte. Com a categoria unida e fortalecida, entre 1998 e 2003, as cinco entidades discutiram e aprovaram um anteprojeto de lei para a regulamentação da profissão e criação do Conselho de Arquitetura e Urbanismo (CAU).
A decisão foi tomada durante o XVII Congresso Brasileiro de Arquitetos, realizado em 2003 no Rio Centro, e expressa na “Carta do Rio”. Haroldo Pinheiro Villar de Queiroz, primeiro presidente eleito do CAU/BR, era o presidente do IAB na época e o congresso contou com a participação de Oscar Niemeyer, Lelé, Severiano Porto, Miguel Pereira, Carlos Fayet e outros nomes de destaque da Arquitetura e Urbanismo do país. Apoiado por diversas outras instituições, inclusive internacionais, o anteprojeto foi entregue a diversas autoridades da República. Em 2003, o senador José Sarney apresentava o PL 347, com texto idêntico ao sugerido pelo Colégio. Em 2007, contudo, o presidente Luiz Inácio Lula da Silva vetou o projeto, argumentando que a iniciativa de tal matéria é de competência do Executivo e não do Legislativo. Porém, reconhecendo o mérito e a necessidade de criação do CAU, determinou a redação de um PL com o mesmo teor aos ministérios envolvidos, encaminhado à Câmara dos Deputados quase um ano depois o texto do PL 4.413/2008.
Durante 2010, após diversas audiências públicas na Câmara e no Senado, o Congresso aprovou o projeto, encaminhado-o para sanção presidencial. Finalmente, no penúltimo dia de 2010, às vésperas de deixar seu cargo, o presidente Lula recebe no Palácio do Planalto representantes das entidades da classe e assina a Lei nº 12.378, regulamentando o exercício da Arquitetura e Urbanismo e criando o Conselho de Arquitetura e Urbanismo do Brasil (CAU/BR) e os Conselhos de Arquitetura e Urbanismo dos Estados e do Distrito Federal (CAU/ UF).

### Lista de presidentes

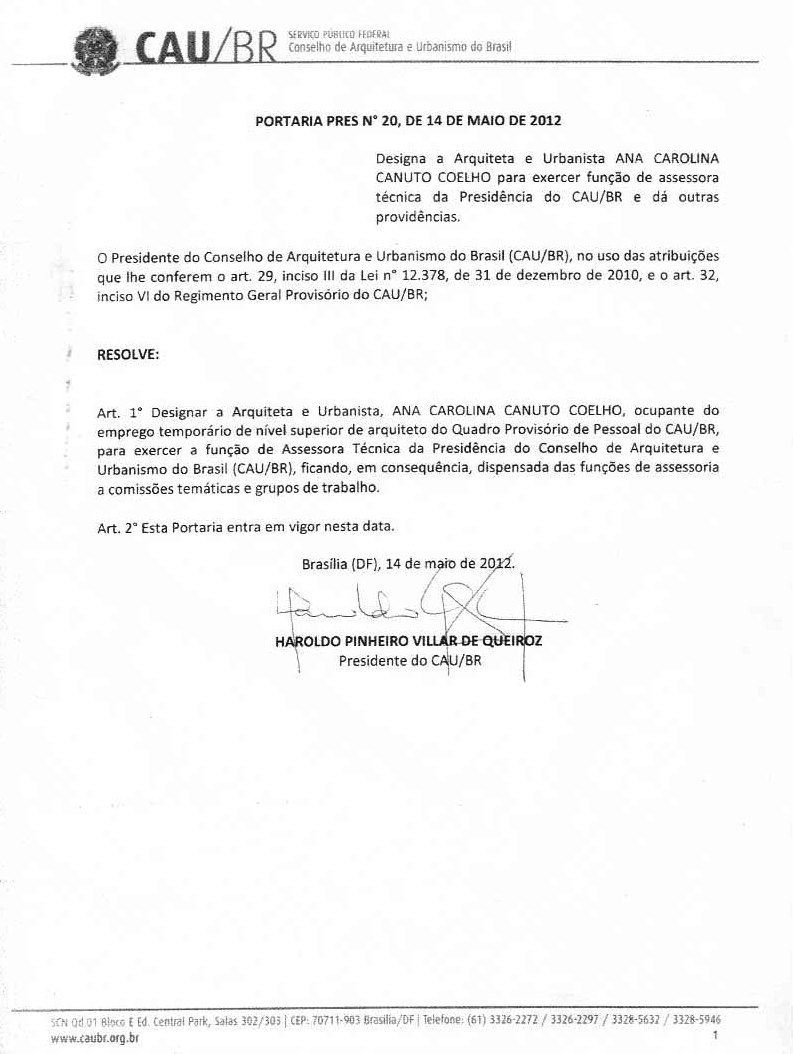
Portaria de 2012 emitida pelo órgão.

- Haroldo Pinheiro Villar Queiroz,[15] de 15/12/2011 até 31/12/2017.[16]
- Antonio Luciano de Lima Guimarães, de 1º/01/2018 a 31/11/2020
- Nadia Somekh, de 1º/01/2021 a 31/12/2023
- Patrícia Sarquis Herden, de 18/01/2024 até o presente

## Serviços
- Sistema de Informação e Comunicação do CAU (SICCAU): serviço via internet em que os profissionais podem efetuar RRT, emitir certidões, realizar o Registro de Direito Autoral, pagar as anuidades, votar e solicitar registro profissional e de empresas. Para a população, existem os serviços de consulta a RRT e certidões, verificação de registro profissional e acompanhamento de denúncias. Acesse em servicosonline.caubr.gov.br

- Sistema de Inteligência Geográfica (IGEO): processa as principais informações do SICCAU em mapas interativos, que servem para fins de fiscalização, realização de estudos e comparação entre diferentes bases de dados. Por meio do IGEO, o CAU pode, por exemplo, comparar os endereços que registram alvarás de construção e de RRT emitidos. Com essas informações, as equipes de fiscalização do CAU podem traçar rotas de trabalho para averiguar a regularidade dessas obras. Também é possível medir a concentração de atividades específicas de Arquitetura e Urbanismo nas diferentes regiões do país e a concentração de empresas e escolas da área. Outra funcionalidade é a Matriz de Mobilidade, quer permite saber onde estão atuando os profissionais formados pelas instituições de ensino de Arquitetura e Urbanismo. Acesse em igeo.caubr.gov.br

- Central de Atendimento Telefônico: é o canal de comunicação direta do CAU com os arquitetos e urbanistas. De segunda a sexta, das 8h às 18h, a equipe de atendentes do CAU fica disponível para tirar dúvidas e prestar informações sobre todos os serviços oferecidos pelo Conselho. Entre em contato pelo telefone 0800-883-0113 (de segunda a sexta-feira, das 09h às 19h, por meio de telefones fixos) ou pelo e-mail atendimento@caubr.gov.br.